# Ellipsoptera lepida
Ellipsoptera lepida este o specie de insecte coleoptere descrisă de Pierre François Marie Auguste Dejean în anul 1831. Ellipsoptera lepida face parte din genul Ellipsoptera, familia Carabidae. Această specie nu are alte subspecii cunoscute.